# Дручаны
Друча́ны (бел. Дручаны) — деревня в составе Запольского сельсовета Белыничского района Могилёвской области.
Рядом с деревней протекает река Должанка, приток реки Друть.

## История
Упоминается в 1669 году в составе Оршанского повета ВКЛ.

## Население
- 1999 — 71 человек
- 2009 — 33 человека
- 2019 — 22 человека

## Известные уроженцы
- Тимохович, Иван Васильевич (1922—1994) — генерал-майор. Доктор исторических наук (1970). Автор многочисленных научных работ-монографий, посвященных авиации, Великой Отечественной войне. Наиболее известные из них — «В небе войны» (1986), «Оперативное искусство советских Военно-Воздушных Сил в Великой Отечественной войне» (1976), «Стратегия и оперативное искусство во второй мировой войне» (1984), «Битва за Белоруссию» (1992). Награждён орденами Красного Знамени, Красной Звезды, «За службу Родине» 3-й степени, 22 медалями[2].